# Carina Aulenbrock
Carina Aulenbrock (* 22. September 1994 in Bad Laer) ist eine deutsche Volleyballspielerin.

## Karriere
Carina Aulenbrock begann ihre Karriere im Alter von neun Jahren in ihrer Heimatstadt beim SV Bad Laer. 2008 gelang ihr der Aufstieg in die Regionalliga. Später ging die Diagonalangreiferin, deren ältere Schwester Christine ebenfalls Volleyball spielt, zum Nachwuchsteam VC Olympia Berlin. Für die Qualifikation zur Europameisterschaft im Januar 2011 wurde sie erstmals in die deutsche U18-Nationalmannschaft berufen. 2013 wechselte Carina Aulenbrock zum Deutschen Meister Schweriner SC konnte sich aber in den folgenden zwei Spielzeiten keine Stammspielposition erarbeiten und kam nur selten zum Einsatz. Zur Saison 2015/16 wechselte sie zum Aufsteiger NawaRo Straubing. Nach dem Abstieg Straubings 2016 spielte Aulenbrock zwei Jahre in der 2. Bundesliga Süd und stieg nach der Vizemeisterschaft 2018 wieder in die erste Liga auf. Beim letzten Zweitliga-Heimspiel am 24. März 2018 erlitt Aulenbrock einen Kreuzbandriss und fiel für längere Zeit aus.